# Ahmed Sadeq Younis
Ahmed Sadeq Younis (in arabo أحمد صادق يونس‎?; Damasco, 1932) è un ex cestista egiziano, di origine siriana.

## Carriera
Con l'Egitto ha disputato i Campionati mondiali del 1959.